# ژان ویپوتنیک
ژان ویپوتنیک (اسلوونیایی: Žan Vipotnik؛ زادهٔ ۱۸ مارس ۲۰۰۲) بازیکن فوتبال اهل اسلوونی است.
وی همچنین در تیم‌های ملی فوتبال زیر ۲۱ سال اسلوونی، و اسلوونی بازی کرده است.